# 1941 في إسبانيا
فيما يلي قوائم الأحداث التي وقعت خلال عام 1941 في إسبانيا.

## رياضة
- 1 يناير – طواف إسبانيا 1941

## مواليد

### يناير
- 21 يناير – بلاثيدو دومينغو
- 28 يناير – فيرناندو سيرينا لاعب كرة قدم إسباني.

### أبريل
- 3 أبريل – سالفادور سادورني لاعب كرة قدم إسباني.
- 15 أبريل – جوسيب فوستي لاعب كرة قدم إسباني.

### مايو
- 17 مايو – خوسيه أوفارتي لاعب كرة قدم إسباني.

### يوليو
- 15 يوليو – فيسنتي غويلوت لاعب كرة قدم إسباني.

## وفيات

### فبراير
- 28 فبراير – ألفونسو الثالث عشر ملك إسبانيا (مواليد 1886)

### مارس
- 28 مارس – ميجيل إيرنانديث (مواليد 1910)